# Central 1746 e as Denúncias de LGBTfobia no Rio de Janeiro
A Central 1746, serviço de atendimento da Prefeitura da Cidade do Rio de Janeiro, expandiu suas operações em agosto de 2018 para incluir um canal dedicado ao recebimento de informações, denúncias e relatos de LGBTfobia. Esta iniciativa foi liderada pela Coordenadoria Especial da Diversidade Sexual (CEDS) da prefeitura, sob a coordenação de Nélio Georgini.

## Implementação e Objetivos
A criação deste canal específico na Central 1746 foi uma medida para combater a discriminação e o preconceito contra a população LGBTI (Lésbicas, Gays, Bissexuais, Transexuais e Intersexuais) na cidade do Rio de Janeiro. Além do atendimento telefônico, a iniciativa incluiu o desenvolvimento de uma plataforma online, acessível através do site oficial da prefeitura, onde os cidadãos podem registrar sugestões, críticas e denúncias de preconceito, com a opção de identificação ou anonimato.
De acordo com Nélio Georgini, Coordenador Especial da Diversidade Sexual na época do lançamento, o sistema visa centralizar dados sobre as diversas demandas da população LGBTI ao poder público municipal. Isso inclui questões relacionadas à saúde, educação e assistência social, permitindo uma análise mais aprofundada e o desenvolvimento de políticas públicas mais eficazes. O prazo estimado para as respostas às chamadas e denúncias registradas é de até 15 dias.

## Contexto e Relevância
O lançamento do novo canal de denúncias ocorreu em um contexto de crescente visibilidade e busca por direitos para a comunidade LGBTI no Brasil. O anúncio da iniciativa coincidiu com o Dia da Visibilidade Lésbica, reforçando a importância de abordar as violações de direitos enfrentadas por esta parcela da população. A medida também buscou dar suporte a indivíduos LGBTI em situações de vulnerabilidade, como refugiados de outros países que chegam ao Brasil enfrentando xenofobia e dificuldades de integração social.